# 水内村 (長野県下水内郡)
水内村（みのちむら）は長野県下水内郡にあった村。現在の栄村大字豊栄・北信にあたる。

## 地理
- 山：三方岳、天水山、貝立山
- 河川：千曲川

## 歴史
- 1889年（明治22年）4月1日 - 町村制の施行により、下水内郡豊栄村及び北信村の区域をもって、下水内郡水内村が発足する。
- 1956年（昭和31年）9月30日 - 下水内郡水内村及び下高井郡堺村が合併して、下水内郡栄村が発足する。

## 交通

### 鉄道路線
- 日本国有鉄道
  - 飯山線
    - 信濃白鳥駅 - 平滝駅 - 横倉駅 - 森宮野原駅

### 道路
- 国道117号